# Northrop Grumman

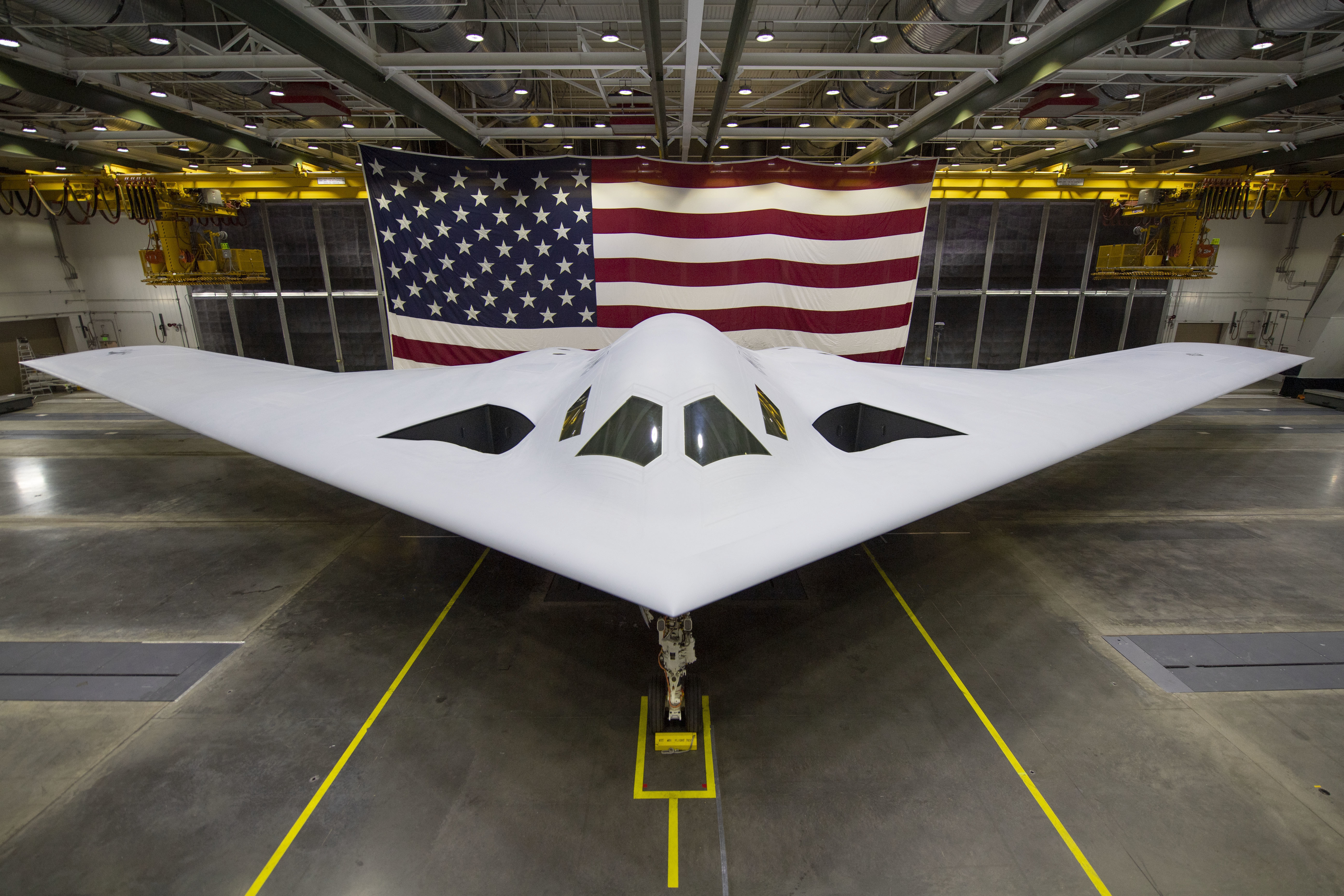
B-21 Raider

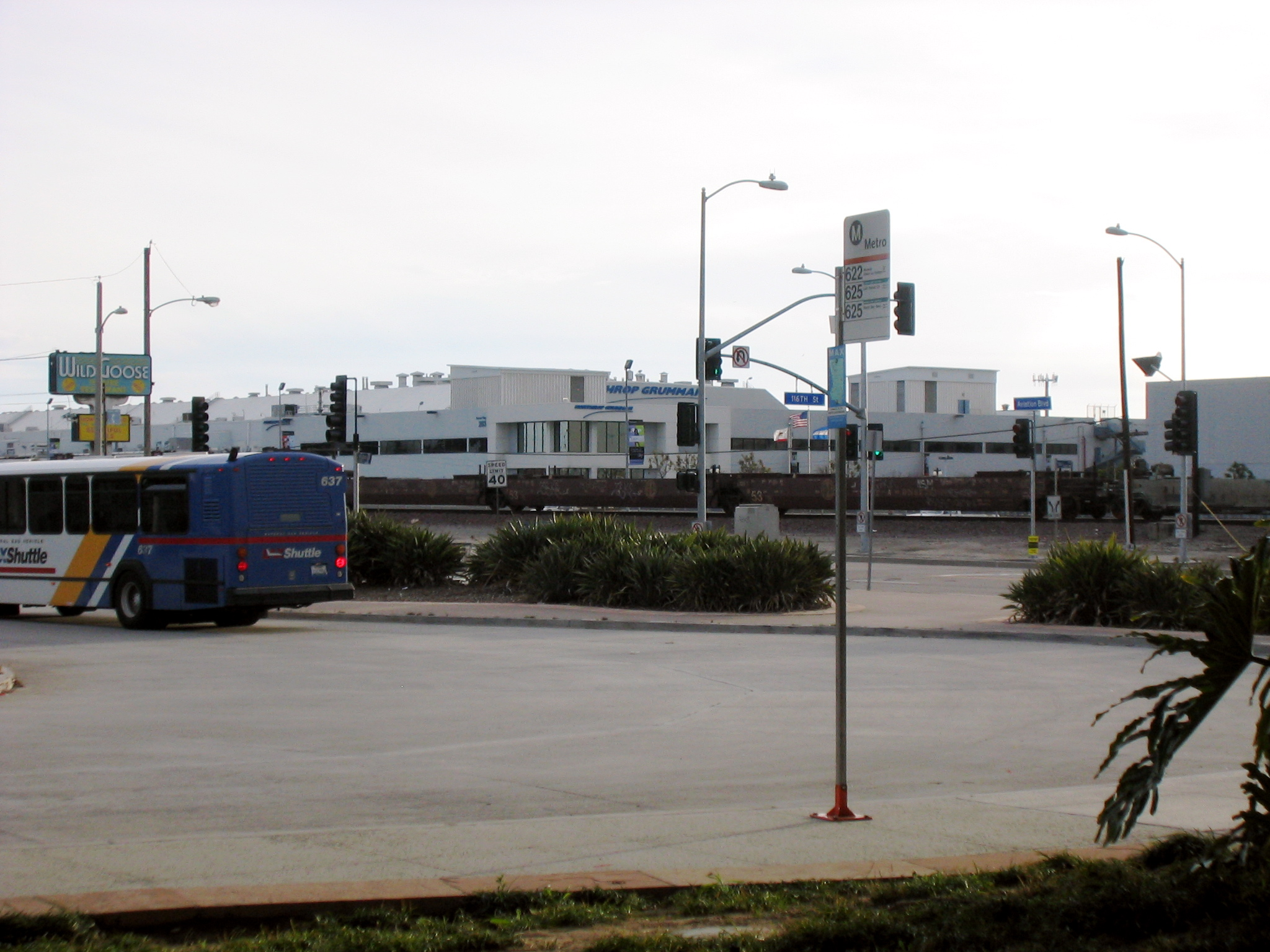
Produktionsanlagen von Northrop Grumman in Los Angeles

Die Northrop Grumman Corporation ist ein US-amerikanischer Hersteller von hauptsächlich Rüstungstechnik für die Schiff-, Luft- und Raumfahrt sowie Informationstechnologie mit Hauptsitz in West Falls Church. Ein weiterer Bereich ist die Entwicklung von Sortiertechnik für Briefe. Hier ist das Unternehmen einer der Hauptlieferanten der US-Postgesellschaft. Über 80 % des 2014 erreichten Umsatzes von 24 Milliarden US-Dollar wurden durch Käufe der US-Regierung erzielt.

## Geschichte
Das 1994 aus einer Übernahme der Grumman Aerospace Corporation durch die Northrop Corporation hervorgegangene Unternehmen erzielte mit 120.700 Mitarbeitern im Geschäftsjahr 2009 einen Umsatz von 33,8 Milliarden US-Dollar. Wichtigster Kunde sind die Streitkräfte der Vereinigten Staaten.
2009 trat Ronald D. Sugar nach 29 Jahren von der Unternehmensleitung zurück und ging in den Ruhestand. Seit dem 1. Januar 2010 war Wesley Bush CEO und Präsident der Firma. Im Jahr darauf wurde der Firmensitz von Hawthorne (Kalifornien) nach West Falls Church in der Nähe von Washington, D.C. verlegt. Als Grund dafür gab Wesley Bush an, die Firma wolle näher an den Gesetzgebern und den Regierungsbehörden sein, für die sie produziere.
Zum 1. Januar 2019 wurde Kathy J. Warden CEO.
Zu den bekanntesten Rüstungsprodukten des Unternehmens zählen die schweren strategischen Tarnkappenbomber B-2 Spirit und B-21 Raider, das Kampfflugzeug F-14 und die unbemannte Aufklärungsdrohne RQ-4A Global Hawk.
Im Herbst 2015 entschied sich die US Air Force, den Nachfolger der B-2 Spirit ebenfalls von Northrop Grumman bauen zu lassen. Für den Auftrag, 100 Flugzeuge zu bauen, wurden 80 Milliarden Dollar eingeplant. Der Stückpreis sollte 511 Millionen Dollar (Dollarwert von 2010) pro Flugzeug nicht übersteigen.
Der Auftrag zur Entwicklung des Nachfolgers der Minuteman-III, des Ground Based Strategic Deterrent (GBSD), wurde 2020 ebenfalls an Northrop Grumman vergeben. Das neue System soll bis Ende der 2020er-Jahre in Dienst gestellt werden.

## Unternehmensstruktur
Der Konzern besteht aus mehreren, zum Teil aufgekauften Gesellschaften. Die firmeninterne Zuordnung erfolgt in den folgenden Geschäftsfeldern:
- Aerospace Systems
- Electronic Systems
- Information Systems
- Technical Systems

## Übernahmen
Die wichtigsten Übernahmen von Northrop sind:
- 1952: Radioplane Company – unbemannte Luftfahrzeuge[9]
- 1994: Grumman Corporation – Kampfflugzeuge, Integration, Informationssektor
- 1996: Westinghouse Defense Electronics – Elektroniksektor
- 1997: Logicon Corporation – Informationssektor
- 1999: Teledyne Ryan Aeronautical – Integration
- 2001: Litton Industries – Schiffe, Elektronik- und Informationssektor
- 2002: TRW Inc. – Informations-, Missions- und Raumfahrtsektor
- 2018: Orbital ATK – Raketen 
 Im September 2017 teilte Northrop Grumman mit, das Raumfahrt- und Rüstungsunternehmen Orbital ATK für 9,2 Milliarden Dollar übernehmen zu wollen. Die Transaktion, die zum Aufbau eines neuen Geschäftsbereichs dienen sollte, sollte bis Mitte 2018 abgeschlossen sein.[10] Am 6. Juni 2018 wurde das Unternehmen übernommen und in  Northrop Grumman Innovation Systems, Inc. umbenannt. Dadurch wurde die neue vierte Sparte „Innovation Systems“ geschaffen.[11]